# Schizophyllum fasciatum
Schizophyllum fasciatum är en svampart som beskrevs av Pat. 1887. Schizophyllum fasciatum ingår i släktet Schizophyllum och familjen oxtungsvampar.   Inga underarter finns listade i Catalogue of Life.